# Duane Eddy
Duane Eddy (Corning, 26 de abril de 1938 – Franklin, 30 de abril de 2024) foi um guitarrista estadunidense. Foi considerado o 64.º melhor guitarrista de todos os tempos pela revista norte-americana Rolling Stone.
No final da década de 1950 e início da década de 1960, ele teve uma série de discos de sucesso produzidos por Lee Hazlewood, que tornaram-se notórios por seu som característico que ficou conhecido como "twang", incluindo "Rebel-'Rouser", "Peter Gunn" e "Because They Are Young".
Ele vendeu doze milhões de discos até 1963. Em 1986, venceu um Grammy Award na categoria Melhor Performance de Rock Instrumental com a música "Peter Gunn". Em 1994, foi introduzido ao Rock and Roll Hall of Fame.

## Morte
Eddy morreu em 30 de abril de 2024, aos 86 anos, em Franklin, devido a um câncer.